# Nokia Ghosthunters 2012
Questa voce raccoglie le informazioni riguardanti i Nokia Ghosthunters nelle competizioni ufficiali della stagione 2012.

## Maschile

### I-divisioona 2012

#### Stagione regolare
| Nokia 19 maggio 2012, ore 15:00 1ª giornata | Nokia Ghosthunters | 13 – 21 referto | Pori Bears | Keskusurheilukenttä |

| Nokia 26 maggio 2012, ore 16:00 2ª giornata | Nokia Ghosthunters | 56 – 0 (10-0 20-0 12-0 14-0) referto | Sipoo Bulldogs | Keskusurheilukenttä (200 spett.) |

| Helsinki 2 giugno 2012, ore 16:00 3ª giornata | Helsinki 69ers | 24 – 29 (8-14 8-0 8-15 0-0) referto | Nokia Ghosthunters | Velodromo di Helsinki (59 spett.)\| Arbitro: \| R. Noronen \| |
| Arbitro:                                      | R. Noronen     |                                     |                    |                                                               |

| Nokia 10 giugno 2012, ore 16:00 4ª giornata | Nokia Ghosthunters | 28 – 12 (0-6 7-0 0-6 21-0) referto | Kouvola Indians | Keskusurheilukenttä (200 spett.) |

| Nokia 17 giugno 2012, ore 15:00 5ª giornata | Nokia Ghosthunters | 74 – 0 (20-0 34-0 6-0 14-0) referto | East City Giants | Keskusurheilukenttä (100 spett.) |

| Pori 30 giugno 2012, ore 16:00 6ª giornata | Pori Bears | 0 – 3 (0-3 0-0 0-0 0-0) referto | Nokia Ghosthunters | Porin urheilukeskus (20 spett.)\| Arbitro: \| T. Jansen \| |
| Arbitro:                                   | T. Jansen  |                                 |                    |                                                            |

| Sipoo 7 luglio 2012, ore 16:00 7ª giornata | Sipoo Bulldogs | 28 – 42 (7-7 7-14 7-7 7-14) referto | Nokia Ghosthunters | Söderkullan urheilukenttä (33 spett.)\| Arbitro: \| K. Parkkali \| |
| Arbitro:                                   | K. Parkkali    |                                     |                    |                                                                    |

| Nokia 21 luglio 2012, ore 16:00 9ª giornata | Nokia Ghosthunters | 3 – 35 (0-0 3-21 0-6 0-8) referto | Helsinki 69ers | Keskusurheilukenttä (300 spett.) |

| Kuusankoski 28 luglio 2012, ore 17:00 10ª giornata | Kouvola Indians | 24 – 21 (0-0 7-7 7-7 10-7) referto | Nokia Ghosthunters | Kuusankosken Urheilupuisto (174 spett.)\| Arbitro: \| M. Immonen \| |
| Arbitro:                                           | M. Immonen      |                                    |                    |                                                                     |

| Helsinki 4 agosto 2012, ore 16:00 11ª giornata | East City Giants | 12 – 53 (0-20 6-13 0-14 6-6) referto | Nokia Ghosthunters | Velodromo di Helsinki (44 spett.) |

#### Playoff
| Helsinki 11 agosto 2012, ore 17:00 Semifinale | Helsinki 69ers | 28 – 23 (0-13 14-3 14-7 0-0) referto | Nokia Ghosthunters | Velodromo di Helsinki (330 spett.)\| Arbitro: \| R. Noronen \| |
| Arbitro:                                      | R. Noronen     |                                      |                    |                                                                |

### Statistiche di squadra
| Competizione      | %Vittorie | In casa | In casa | In casa | In casa | In casa | In casa | In trasferta | In trasferta | In trasferta | In trasferta | In trasferta | In trasferta | Totale | Totale | Totale | Totale | Totale | Totale |
| Competizione      | %Vittorie | G       | V       | N       | P       | Pf      | Ps      | G            | V            | N            | P            | Pf           | Ps           | G      | V      | N      | P      | Pf     | Ps     |
| ----------------- | --------- | ------- | ------- | ------- | ------- | ------- | ------- | ------------ | ------------ | ------------ | ------------ | ------------ | ------------ | ------ | ------ | ------ | ------ | ------ | ------ |
| Stagione regolare | .700      | 5       | 3       | 0       | 2       | 174     | 68      | 5            | 4            | 0            | 1            | 148          | 88           | 10     | 7      | 0      | 3      | 322    | 156    |
| Playoff           | .000      | 0       | 0       | 0       | 0       | 0       | 0       | 1            | 0            | 0            | 1            | 23           | 28           | 1      | 0      | 0      | 1      | 23     | 28     |
| Totale            | .636      | 5       | 3       | 0       | 2       | 174     | 68      | 6            | 4            | 0            | 2            | 171          | 116          | 11     | 7      | 0      | 4      | 345    | 184    |

### Statistiche personali

#### Marcatori
Mancano:
- i punti addizionali dell'incontro Ghosthunters-Bears della 1ª giornata
- un punto dell'incontro Ghosthunters-Bulldogs della 2ª giornata.

| Giocatore       | Ruolo | TD rush | TD recv | TD int | TD p.ret | TD k.ret | TD oth | Xp1  | Xp2 | FG  | Saf | Totale |
| --------------- | ----- | ------- | ------- | ------ | -------- | -------- | ------ | ---- | --- | --- | --- | ------ |
| C. Anttila      |       | 14      | 2+1     | 0      | 0        | 0        | 0      | 0    | 0   | 0   | 0   | 102    |
| K. Luode        |       | 0       | 2       | 0      | 0        | 0        | 0      | 13+2 | 0   | 2+1 | 0   | 39     |
| H. Holopainen   |       | 0       | 4       | 0      | 0        | 0+1      | 0      | 0    | 0   | 0   | 0   | 30     |
| D. O'Connel     |       | 3+1     | 0       | 0      | 0        | 0        | 0      | 0    | 0   | 0   | 0   | 24     |
| Pennanen        |       | 0       | 4       | 0      | 0        | 0        | 0      | 0    | 0   | 0   | 0   | 24     |
| VP. Jaakonsaari |       | 1       | 1       | 0      | 0        | 1        | 0      | 0    | 0   | 0   | 0   | 18     |
| J. Kaihlanen    |       | 3       | 0       | 0      | 0        | 0        | 0      | 0    | 0   | 0   | 0   | 18     |
| A-P Reinikainen |       | 3       | 0       | 0      | 0        | 0        | 0      | 0    | 0   | 0   | 0   | 18     |
| T. Vepsalainen  |       | 0       | 3       | 0      | 0        | 0        | 0      | 0    | 0   | 0   | 0   | 18     |
| H. Kenttala     |       | 0       | 0       | 0      | 0        | 0        | 0      | 8    | 0   | 0   | 0   | 8      |
| Moisio          |       | 0       | 0       | 0      | 0        | 0        | 0      | 8    | 0   | 0   | 0   | 8      |
| V Leppämäki     |       | 0       | 0       | 0      | 0        | 0        | 0      | 4    | 0   | 1   | 0   | 7      |
| T. Kakko        |       | 0       | 1       | 0      | 0        | 0        | 0      | 0    | 0   | 0   | 0   | 6      |
| P. Kurenniemi   |       | 0       | 1       | 0      | 0        | 0        | 0      | 0    | 0   | 0   | 0   | 6      |
| N. Madsen       |       | 0       | 0       | 1      | 0        | 0        | 0      | 0    | 0   | 0   | 0   | 6      |
| S. Rantanen     |       | 1       | 0       | 0      | 0        | 0        | 0      | 0    | 0   | 0   | 0   | 6      |
| L. Siitonen     |       | 1       | 0       | 0      | 0        | 0        | 0      | 0    | 0   | 0   | 0   | 6      |
| I. Laitinen     |       | 0       | 0       | 0      | 0        | 0        | 0      | 0    | 1   | 0   | 0   | 2      |

#### Passer rating
| Giocatore     | G   | Att    | Comp  | Int | Yds     | TD   | NFL    | NCAA   |
| ------------- | --- | ------ | ----- | --- | ------- | ---- | ------ | ------ |
| T. Kakko      | 2   | 11     | 7     | 1   | 126     | 2    | 104,55 | 201,67 |
| P. Kurenniemi | 1   | 10     | 4     | 0   | 69      | 3    | 103,75 | 196,96 |
| L. Siitonen   | 8+1 | 143+38 | 69+23 | 6+1 | 895+188 | 13+1 | 79,04  | 118,88 |
| D. O'Connel   | 1+1 | 1+1    | 0+0   | 0+0 | 0+0     | 0+0  |        |        |

## Femminile

### Naisten Vaahteraliiga 2012

#### Stagione regolare
| Oulu 12 maggio 2012, ore 17:00 1ª giornata | Oulu Northern Lights | 34 – 0 | Nokia Ghosthunters | Castrenin urheilukeskus |

| Nokia 20 maggio 2012, ore 14:00 2ª giornata | Nokia Ghosthunters | 6 – 24 | Helsinki Lady Demons | Keskusurheilukenttä |

| Turku 27 maggio 2012, ore 13:00 3ª giornata | Turku Trojans | 6 – 31 | Nokia Ghosthunters | Turun Urheilupuiston yläkenttä |

| Nokia 10 giugno 2012, ore 13:00 4ª giornata | Nokia Ghosthunters | 67 – 8 | Joensuu Wolves | Keskusurheilukenttä |

| Jyväskylä 16 giugno 2012, ore 12:00 5ª giornata | Jyväskylä Jaguars | 0 – 20 | Nokia Ghosthunters | Palokan urheilukeskus |

| Helsinki 30 giugno 2012, ore 17:30 6ª giornata | Helsinki Roosters | 6 – 26 | Nokia Ghosthunters | Velodromo di Helsinki |

| Nokia 14 luglio 2012, ore 14:00 8ª giornata | Nokia Ghosthunters | 49 – 0 | Mikkeli Bouncers | Keskusurheilukenttä |

| Nokia 22 luglio 2012, ore 13:00 9ª giornata | Nokia Ghosthunters | 40 – 14 | Seinäjoki Crocodiles | Keskusurheilukenttä |

#### Playoff
| Oulu 28 luglio 2012, ore 17:00 Semifinale | Oulu Northern Lights | 39 – 12 | Nokia Ghosthunters | Castrenin urheilukeskus |

### Statistiche di squadra
| Competizione      | %Vittorie | In casa | In casa | In casa | In casa | In casa | In casa | In trasferta | In trasferta | In trasferta | In trasferta | In trasferta | In trasferta | Totale | Totale | Totale | Totale | Totale | Totale |
| Competizione      | %Vittorie | G       | V       | N       | P       | Pf      | Ps      | G            | V            | N            | P            | Pf           | Ps           | G      | V      | N      | P      | Pf     | Ps     |
| ----------------- | --------- | ------- | ------- | ------- | ------- | ------- | ------- | ------------ | ------------ | ------------ | ------------ | ------------ | ------------ | ------ | ------ | ------ | ------ | ------ | ------ |
| Stagione regolare | .750      | 4       | 3       | 0       | 1       | 162     | 46      | 4            | 3            | 0            | 1            | 77           | 46           | 8      | 6      | 0      | 2      | 239    | 92     |
| Playoff           | .000      | 0       | 0       | 0       | 0       | 0       | 0       | 1            | 0            | 0            | 1            | 12           | 39           | 1      | 0      | 0      | 1      | 12     | 39     |
| Totale            | .667      | 4       | 3       | 0       | 1       | 162     | 46      | 5            | 3            | 0            | 2            | 89           | 85           | 9      | 6      | 0      | 3      | 251    | 131    |